# Roccasparvera
Roccasparvera – miejscowość i gmina we Włoszech, w regionie Piemont, w prowincji Cuneo.
W 2004 gminę zamieszkiwało 671 osób, 67,1 os./km².